# 812
812 (DCCCXXII) var ett skottår som började en torsdag i den julianska kalendern.

## Händelser

### Okänt datum
- I den aghlabidiska dynastin efterträds Ibrahim I ibn al-Aghlab ibn Salim av Abdullah I ibn Ibrahim.

## Födda
- Donald I, kung av Skottland 858-862.

## Avlidna
- Staurakios, f. d. bysantinsk kejsare.